# Fernando dos Santos (pintor)
Fernando dos Santos (Setúbal, 14 de julho de 1892 — Lisboa, 14 de abril de 1965) foi um pintor e autor teatral português, que recebeu o Prémio Gil Vicente em 1954 e o o Prémio Bordalo (1963).

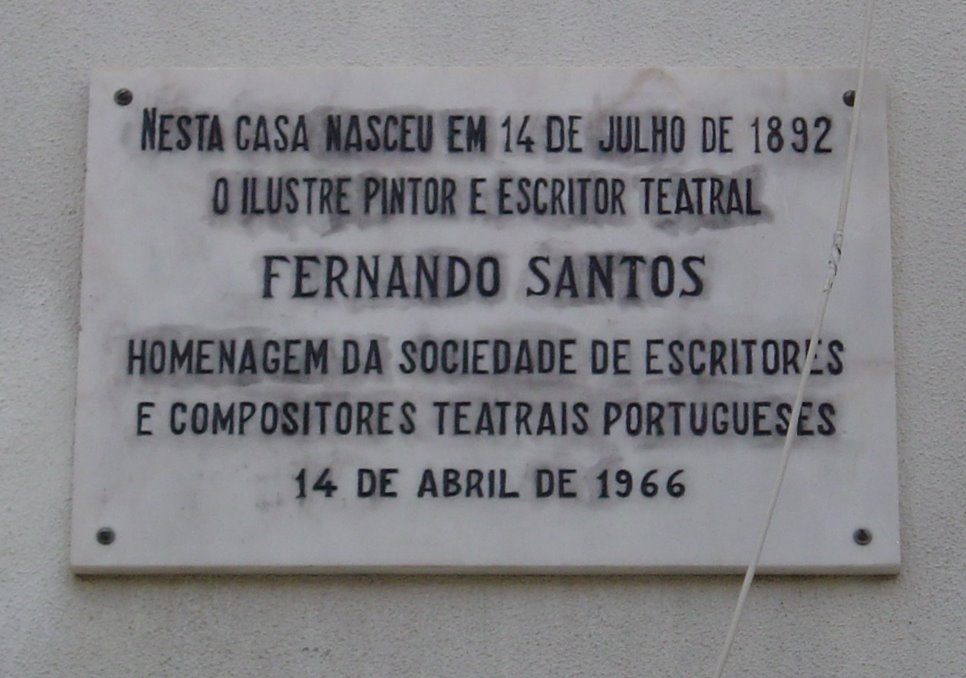
Placa colocada na casa onde nasceu

## Biografia
Fernando Santos nasceu em 14 de julho de 1892, na freguesia de Santa Maria da Graça, em Setúbal.
Estudou na Escola Industrial Rainha D. Amélia de Setúbal e realizou o curso de Pintura na Escola de Belas-Artes de Lisboa.
Foi professor de Desenho e de Trabalhos Manuais no Refúgio do Tribunal de Menores e na Escola Normal Primária de Lisboa.
Foi membro da Comissão Central da Exposição Regional do Distrito de Setúbal (1930), da Comissão Executiva do II Centenário do Nascimento de Bocage (1965), e da Comissão do 1.º Centenário da Cidade de Setúbal (1960).
Fernando Santos morreu em 14 de abril de 1965.

## Prémios e homenagens
Em 1929, pelo quadro Bocage, Fernando dos Santos recebeu o Prémio Rocha Cabral, atribuído pelo Conselho de Arte e Arqueologia da Academia Nacional de Belas Artes de Lisboa, juntamente com Leopoldo Neves de Almeida e Domingos Rebelo.
No teatro, a peça Prémio Nobel valeu-lhe em 1954, juntamente com Leitão de Barros e Almeida Amaral, o Prémio Gil Vicente do Secretariado Nacional de Informação.
Em 1945-1946, recebeu, com José de Almeida Amaral e Alfredo Ruas, o Prémio Alfredo Carvalho, pelo número declamado «Tio Manuel das Soidades» da revista A vitória.
Em 1946-1947, recebeu, com António Cruz, José de Almeida Amaral e Lourenço Rodrigues, o Prémio Del Negro, pela revista Canções Unidas.
Em 1947-1948, recebeu, com José de Almeida Amaral e Fernando Ávila como autores e Augusto Costa e António Silva como intérpretes, o Prémio Alfredo Carvalho, pelo número declamado «Rádio Rinchoa» da revista Ai bate, bate.
Fernando Santos recebeu o Prémio da Imprensa, de 1963, na categoria Teatro de Revista, a par de Nelson de Barros, como autores.
Em 2 de maio de 1959 foi feito Cavaleiro da Ordem Militar de Sant'Iago da Espada.
Em 14 de abril de 1966, foi colocada uma lápide na casa onde havia nascido, no n° 15 do Largo de Santa Maria, em Setúbal.

## Algumas obras

### Pintura
- Bocage e as Musas (1929), exposto no Museu de Setúbal.[8]
- Casario junto à Serra de Sintra
- Bocage (várias telas), no Café Nicola, em Lisboa.[9]

### Teatro
- A opereta Nazaré (com AMARAL, Almeida; ÁVILA, Fernando). S. l. : s.n., 1940.[10]
- Os vizinhos do rés-do-chão (com AMARAL, Almeida). Porto : Livraria Tavares Martins, 1944. Coleção Teatro do Povo.[11]
  - Esta obra foi levada ao cinema por Alejandro Perla, através do filme homónimo[12]
- Prémio Nobel (com AMARAL, Almeida; BARROS, Leitão de). Lisboa : Empresa Nacional de Publicidade, 1955.[13]